# Antillendikbekje
Het antillendikbekje (Loxigilla noctis) is een zangvogel uit de familie Thraupidae (tangaren).

## Verspreiding en leefgebied
Deze soort is endemisch op de Kleine Antillen en telt acht ondersoorten:
- L. n. coryi: noordwestelijke Kleine Antillen.
- L. n. ridgwayi: Maagdeneilanden en de noordelijke Kleine Antillen.
- L. n. desiradensis: Desirade (noordelijk-centrale Kleine Antillen).
- L. n. dominicana: noordelijk-centrale Kleine Antillen.
- L. n. noctis: Martinique (zuidelijk-centrale Kleine Antillen).
- L. n. sclateri: Saint Lucia (Kleine Antillen).
- L. n. crissalis: Saint Vincent (zuidelijke Kleine Antillen).
- L. n. grenadensis: Grenada (zuidelijke Kleine Antillen).